# 2007–2008-as kenyai zavargások
Kenyában zavargások és fegyveres összecsapások robbantak ki, miután a 2007. december 27-én tartott választás hivatalos eredménye újraválasztottnak nyilvánította Mwai Kibaki elnököt. Az ellenzék vezetője, Raila Odinga támogatói nem fogadták el a megfigyelők által is kétségbe vont tisztaságú választás hivatalos eredményét és az indulatok az ország számos pontján utcai gyújtogatáshoz és összecsapásokhoz vezettek.
A zavargások közvetlen kiváltója az volt, hogy a szavazatszámlálás folyamán az előzetes eredmények Kibaki javára módosultak és emiatt sokakban az a gyanú éledt fel, hogy a Kenyai Választási Bizottság manipulálta az eredményt. Három nappal a választás után Kibakit sietve beiktatták hivatalába, hogy ezzel kifogják a szelet a szavazatok újraszámlálására vonatkozó követelések vitorlájából. A helyzetet tovább súlyosbította, hogy napvilágot láttak olyan jelentések, amelyekben nemzetközi megfigyelők manipulációkra utaltak, illetve az, hogy választási bizottsági tagok beismerték: beosztottaiktól helytelen adatokat kaptak.
Az erőszak főleg Kibaki népe, a kikujuk ellen irányult, főképpen Nairobi külvárosaiban, Nyanza tartományban és a Hasadékvölgy tartományban, ahol a kikujuk ellenzéke erős. Nairobi külvárosaiban a kikujukhoz kötődő mungiki vallási csoport tagjai rátámadtak a Kenya nyugati részéből származó szomszédaikra.
A zavargások alig kevesebb, mint két hét alatt csaknem 500 áldozatot szedtek és folytatódásuk az elemzők szerint jelentős károkat okozhat Kenya gazdaságának, amelynek egyik legfontosabb bevételi forrása a turizmus. A károkat egymilliárd dollár körüli összegre becsülték.
Több százezren menekültek el otthonukból, sokan a szomszédos Ugandába. A médiajelentések borzalmas jelenetekről számoltak be. A kalendzsin többségű nyugat-kenyai Eldoretben például legalább harmincan égtek benn a menedéket keresők közül egy felgyújtott templomban, többségükben valószínűleg kikujuk.
2008. január 4-én Kibaki elnök kétoldalú tárgyalásokra hívta az ellenzék vezetőjét, Odinga azonban azt szabta a megbeszélések feltételéül, hogy közvetítőként John Kuofor, az Afrikai Unió elnöke is vehessen bennük részt. Kibaki, arra hivatkozva, hogy a válság Kenya belügye, elutasította, hogy teljesítse ezt a feltételt.